# Fabryka czekolady Franciszka Sobtzicka w Raciborzu
Fabryka czekolady Franciszka Sobtzicka (późn. Roka-Werke) – jeden z zakładów przemysłu spożywczego na terenie Raciborza należący do rodziny Sobtzick, funkcjonujący od lat 70. XIX wieku do lat 20. XX wieku. Obecnie w budynku po fabryce znajduje się Urząd Miasta.

## Historia
W 1868 roku Franciszek Sobtzick wykupił działki o powierzchni ok. 1,5 ha, mieszczące się między dzisiejszą ulicą Batorego, Środkową, Nowomiejską, Podwalem i pl. Mostowym. Na tym obszarze powstała na przełomie XIX i XX wieku pierwsza na Śląsku fabryka czekolady, która była napędzana parą wodną. Architektem budowli był Bruno Wolter, a prace budowlane wykonało przedsiębiorstwo Georga Lüthge, rajcy miejskiego. Franciszek, dbając o swoich pracowników, niedaleko fabryki wybudował – w tym samym stylu co fabryka – osiedle domów mieszkalnych. Kompleks ten nazywany był Sobtzickhof (pol. Dwór Sobtzicka) i mieścił się przy dzisiejszej ulicy Czekoladowej.
Po śmierci Franciszka właścicielami firmy zostali jego synowie: Franciszek i Herman. W 1910 roku w firmie pracowało 1261 osób, w tym 863 kobiet. Pod koniec lat 20. XX wieku nazwa zakładu została zmieniona na Roka-Werke (pol. Zakłady Roka). W wyniku kryzysu gospodarczego z końca lat 20. XX wieku przedsiębiorstwo zbankrutowało. Główny budynek fabryki czekolady nie został sprzedany w wyniku licytacji, dlatego w 1929 roku przejęło go miasto na poczet zaległości podatkowych. W latach 30. XX wieku dokonano adaptacji budynku na potrzeby magistratu i policji, bowiem umieszczono tam niektóre ich agendy.
Od czasów powojennych aż do chwili obecnej mieści się w tym budynku siedziba władz miejskich.

## Architektura
Główny budynek fabryki czekolady był pięciokondygnacyjny i powstał ok. 1912 roku. Zaprojektował go Bruno Wolter. Obecny budynek jest trzykondygnacyjny oraz trzynastoosiowy. W elewacji frontowej obecny jest ozdobny portal wraz ze znajdującymi się po bokach dwiema kolumnami. Nad portalem znajdują się dwie podpory, które są zakończone wazami. Budynek posiada sutereny i użytkowe poddasze nakryte mansardowym dachem. Budowla posiada szerokie korytarze, duże pomieszczenia i filary. W gmachu oprócz ciągu produkcyjnego mieściła się administracja przedsiębiorstwa nad ozdobnym portalem. We wnętrzach obecne są cechy architektoniczne i konstrukcyjne obiektu przemysłowego.